# Віджаялая Чола
Віджаялая Чола — правитель південноіндійського Тханджавура й засновник імперії Чола. Правив більшою частиною регіону на північ від річки Кавері.

## Життєпис
Скориставшись війною між правителями Пандья й Паллавів, Віджаялая зумів возвеличитись і 848 року захопити Тханджавур.
Після захоплення Віджаялаєю влади у Тханджавурі цар Пандья Варагунаварман II об'єднався з Нандіварманом III. Останній бажав припинити зростання могутності Чола. Варагунаварман очолив похід до володінь Чола. Армія Пандья сягнула північного берега річки Кавері біля Тханджавура. Віджаялая до того часу був уже старим і хворим, тому оборону міста очолив принц Адітья I, який успадкував трон по смерті батька.